# Edward Yang
Edward Yang (Shanghai, 6 de novembro de 1947 Los Angeles, 29 de junho de 2007) foi um cineasta taiwanês.